# ТЕС Лавертон-Норт
ТЕС Лавертон-Норт — теплова електростанція на південному сході Австралії.
У 2006 році на майданчику станції ввели в дію дві встановлені на роботу у відкритому циклі газові турбіни потужністю по 156 МВт. Паливна ефективність ТЕС, яка використовується для покриття пікових навантажень, становить 34,5 %.
Як паливо станція використовує природний газ, що може надходити до Мельбурну по трубопроводах Айона – Мельбурн та Лонгфорд – Мельбурн.
Для видалення продуктів згоряня кожна турбіна отримала димар заввишки 30 метрів.
Видача продукції відбувається по ЛЕП, що працює під напругою 220 кВ.